# I-3
I-3 — підводний човен Імперського флоту Японії, який брав участь у Другій світовій війні.

## Передвоєнна історія
Корабель, який належав до типу J1 (він же клас I-1), спорудили у 1926 році на верфі Kawasaki у Кобе.
21—23 серпня 1937-го, невдовзі після початку Другої японо-китайської війни, I-3 брав участь у дистанційному прикритті загону лінкорів, які здійснили рейс з військами із Японії до Шанхаю (у певній зоні цього міста після конфлікту 1932 року, відомого як «Інцидент 28 січня», знаходився японський гарнізон, який значно поступався з чисельністю спрямованим сюди китайським військам).

## Перший похід
На момент вступу Японії у Другу світову війну I-3 належав до 7-ї дивізії підводних човнів. 16 листопада 1941-го він полишив Японію і на початку грудня прибув до Гавайських островів, де 7 грудня перебував у протоці між островами Оаху та Кауаї із завданням діяти проти кораблів, що спробують полишити Перл-Гарбор. Втім, ані в день початку бойових дій 7 грудня, ані в наступні кілька тижнів кораблю не вдалось досягнути якихось успіхів.
30 грудня 1941-го після заходу сонця I-2 випустив зі своєї палубної гармати 20 снарядів по спорудах у гавані Навілівілі (східне узбережжя острова Кауаї), при цьому один зі снарядів влучив у резервуар для нафтопродуктів, але не вибухнув.
Наприкінці першої декади січня 1942-го човен взяв участь у безрезультатному полюванні на авіаносець USS Lexington, а 22 січня завершив похід на Маршаллових островах на атолі Кваджелейн (до середини 1942-го активно використовувався як база підводних сил Імперського флоту). 24 січня — 1 лютого човен пройшов звідси до Японії.

## Другий похід
12 лютого 1942-го I-3 вирушив до Нідерландської Ост-Індії та у другій половині місяця прибув до затоки Старінг-Бей (південно-східний півострів острова Целебес). 22 лютого човен вийшов звідси із завданням патрулювати біля південно-західного узбережжя Австралії. 2 березня в районі на північний захід від Фрімантла I-3 атакував артилерією новозеландський пароплав Narbada, проте не досягнув жодного прямого влучання і був відігнаний вогнем у відповідь. 3 березня човен знову спробував із надводного положення атакувати інше новозеландське судно Tongariro, проте й цього разу його змусили зануритись артилеристи транспорту. 6 березня I-3 обстріляв американську субмарину S-40, яка занурилась і не зазнала жодних пошкоджень (проте і сама не змогла зайняти позицію для атаки на I-3).
14 березня 1942-го I-3 прибув до Пенангу на західному узбережжі півострова Малакка (тут японці облаштували базу підводних сил, з якої провадитимуть операції наступні кілька років). 28 березня човен вийшов до Цейлону, маючи завдання провести розвідку розташованого на західному узбережжі цього острова порту Коломбо. 2 квітня I-3 досягнув Цейлону та передавав звідси метеозведення і результати своїх спостережень за підходами до порту (проникнути у гавань не вдалось через постійну присутність патрульних кораблів). 5 квітня японські авіаносці завдали удару по Коломбо, а 7 квітня за сотню кілометрів на захід від цього порту I-3 наздогнав у надводному положенні британський транспорт Elmdale та вступив з ним у бій, в якому випустив 4 торпеди, але не досягнув жодного влучання. Водночас з 39 випущених снарядів 14 влучили в Elmdale, але цього виявилось недостатньо, щоб потопити судно. 8 квітня у більш західному районі I-3 знову в надводному положенні атакував інший британський транспорт (Fultala 5051 GRT), який прямував з Калькутти до Карачі з вантажем вугілля. Цього разу нарешті вдалось поцілити в судно торпедою і потопити його. 15 квітня човен завершив похід у Сінгапурі, а 21 квітня — 1 травня 1942-го здійснив перехід до Йокосуки.

## Третій похід
11 червня 1942-го I-3 вийшов з Йокосуки та рушив для бойового патрулювання в районі Алеутських островів (за кілька діб до того японці захопили два острови на заході цього архіпелагу). Тут корабель провів біля місяця та не досягнув якихось успіхів, після чого 20 липня — 1 серпня здійснив зворотний перехід до Йокосуки, де став на короткочасний ремонт.

## Операції у Меланезії
8—15 вересня 1942-го I-3 перейшов з Йокосуки на атол Трук у центральній частині Каролінських островів (тут ще до війни створили головну базу японського ВМФ у Океанії), а 17—26 вересня пройшов звідси на якірну стоянку Шортленд (прикрита групою невеликих островів Шортленд акваторія біля південного завершення острова Бугенвіль, де зазвичай відстоювались бойові кораблі та перевалювались вантажі для подальшої відправки далі на схід Соломонових островів). Тут його передусім задіяли в операціях із доставки озброєння на Гуадалканал (за який вже майже два місяці йшла важка боротьба) і 27 вересня I-3 вийшов у рейс до острова, маючи на буксирі десантний плашкоут Дайхацу, на який завантажили 75-мм гармату, кілька 150-мм мінометів та трактор. З 3 по 5 жовтня корабель тричі виходив у транспортні рейси до архіпелагу Нью-Джарджія (центральна частина Соломонових островів), проте всі вони були в підсумку скасовані. Невдовзі I-3 вирушив для бойового патрулювання в районі східних Соломонових островів та провів у морі кілька тижнів, але так і не досягнув жодного успіху, а 3 листопада прибув на Трук.
На Труці I-3 надали можливість нести на палубі плашкоут Дайхацу, який був загерметизований та дозволяв пришвидшити вантажно-розвантажувальні роботи під час транспортних місій (на той час японці стрічались зі все більшими ускладненнями у постачанні передових гарнізонів, тому були змушені активно залучати до цих операцій підводні човни). 19—22 листопада 1942-го I-3 пройшов до Рабаула (головна японська база у архіпелазі Бісмарка, з якої проводились операції на Соломонових островах та сході Нової Гвінеї), звідки 24 листопада перейшов на Шортленд. 26—30 листопада човен здійснив транспортний рейс до Гуадалканалу, під час якого успішно доправив до затоки Камімбо 20 тонн продовольства та медикаментів, які були прийняті на борт ще на Труці. 1—5 грудня відбувся ще один рейс до Гуадалканалу, проте на цей раз спроба розвантаження була зірвана ворожими торпедними катерами.
7 грудня 1942-го I-3 знову рушив із Шортленду з припасами для гарнізону Гуадалканала. Вранці 9 грудня корабель сплив в районі затоки Камімбо та спустив на воду свій плашкоут, але при цьому його помітили два американські торпедні човни. PT-59 випустив дві торпеди, одна з яких поцілила і потопила I-3, загинули 90 членів екіпажу, ще 4 були скинуті вибухом у воду та змогли виплисти на берег, зайнятий японськими військами.

## Бойовий рахунок
| Дата       | Назва   | Тип      | Тоннаж | Місце                |
| 08.04.1942 | Fultala | вантажне | 5051   | на захід від Коломбо |